# Araneus tiganus
Araneus tiganus este o specie de păianjeni din genul Araneus, familia Araneidae. A fost descrisă pentru prima dată de Chamberlin, 1916. Conform Catalogue of Life specia Araneus tiganus nu are subspecii cunoscute.